# GOES-1

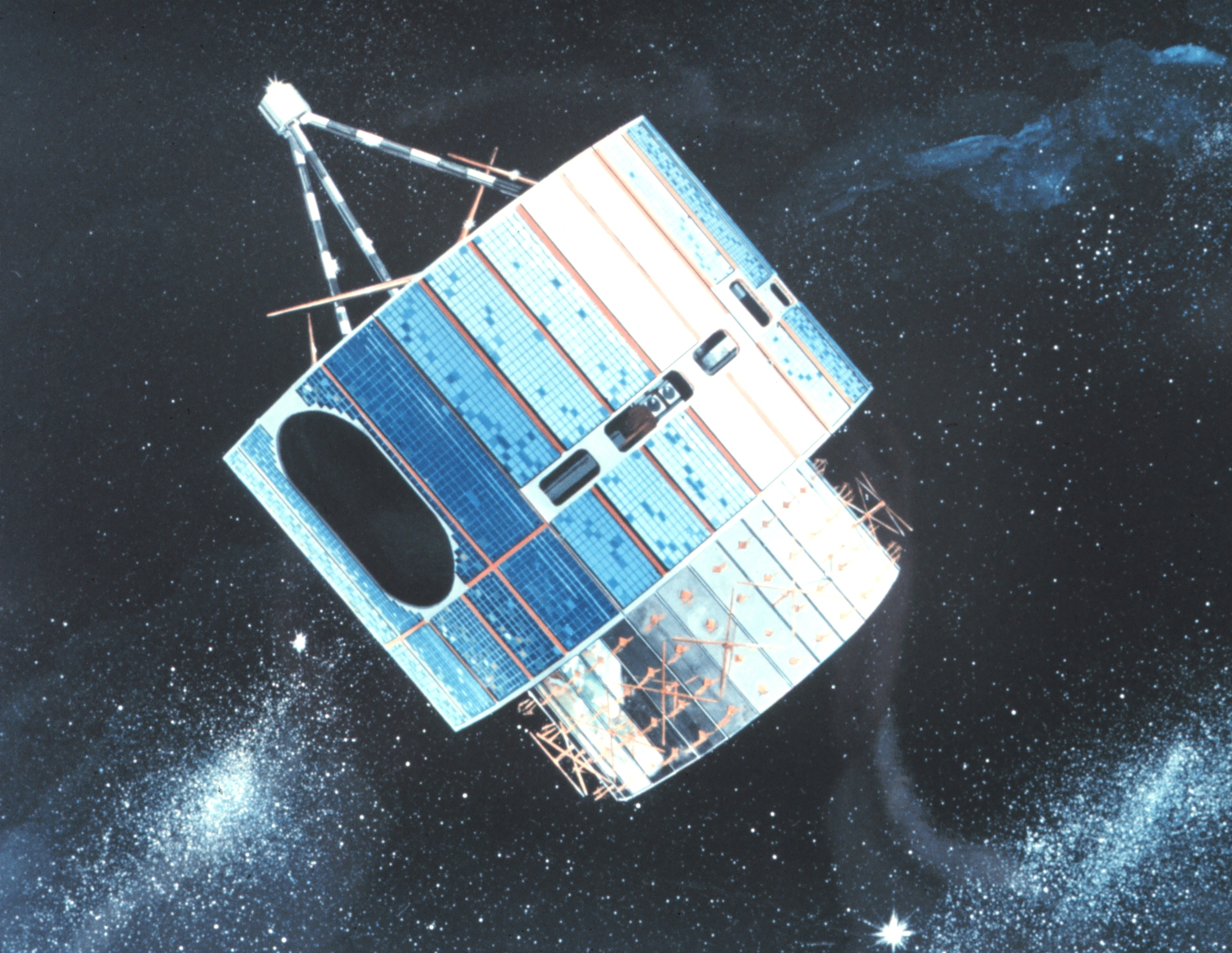
Concepção artística do satélite GOES-1

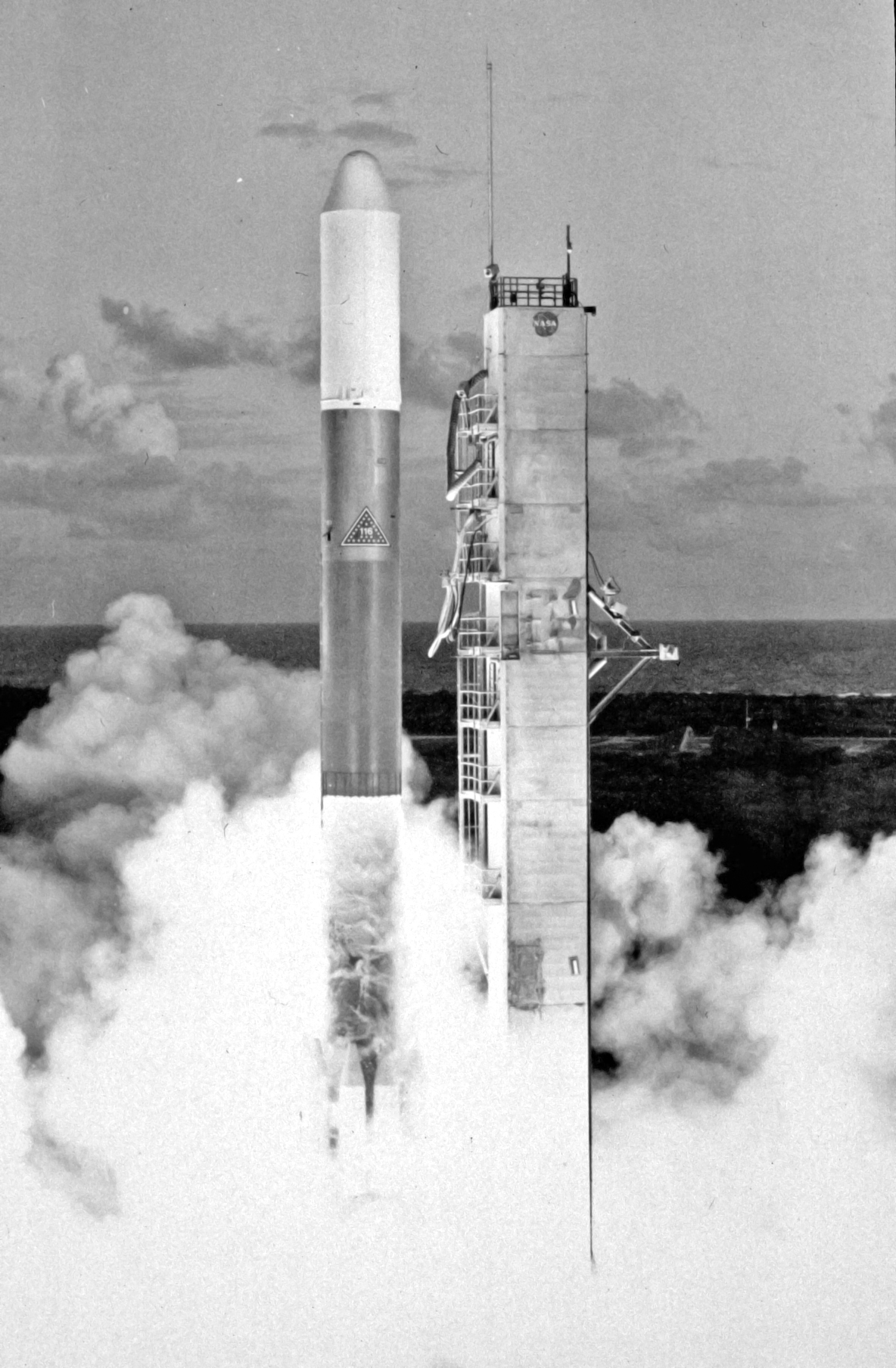
O satélite GOES-A sendo lançado por um Delta 2914 D116

O GOES-1 (chamado GOES A antes de atingir a órbita) foi um satélite meteorológico Norte americano, operado pela NOAA em parceria com a NASA. Foi o primeiro satélite da série GOES de satélites geoestacionários, ou seja, colocados sobre o mesmo plano orbital na Terra. 
Com a forma de um cilindro de 190,5 cm de diâmetro, 269,2 cm de altura e pesando 294,8 kg, foi lançado no dia 16 de outubro de 1975 as 22:40 GMT, a partir da plataforma 17B da Estação da Força Aérea de Cabo Canaveral por um foguete Delta 2914, o satélite era estabilizado por rotação a 100 revoluções por minuto. A sua instrumentação era idêntica às dos satélites SMS-1 e SMS-2.